# N945 (België)
De N945 is een gewestweg in de Belgische provincie Namen. Deze weg vormt de verbinding tussen Baillamont en Ban d'Alle nabij de Franse grens, waar de weg verder loopt als de D6 en de D5 naar Sedan.
De totale lengte van de N945 bedraagt ongeveer 21 kilometer.

## Plaatsen langs de N945
- Baillamont
- Oizy
- Six-Planes
- Gros-Fays
- Vresse-sur-Semois
- Chairière
- Mouzaive
- Alle
- Ban d'Alle